# Ichirō Nagai
Ichirō Nagai, född 10 maj 1931 i Ikeda, Osaka prefektur, död 27 januari 2014 i Hiroshima, var en japansk röstskådespelare i många japanska animerade filmer och serier.